# マリア・テレジア・フォン・エスターライヒ＝トスカーナ

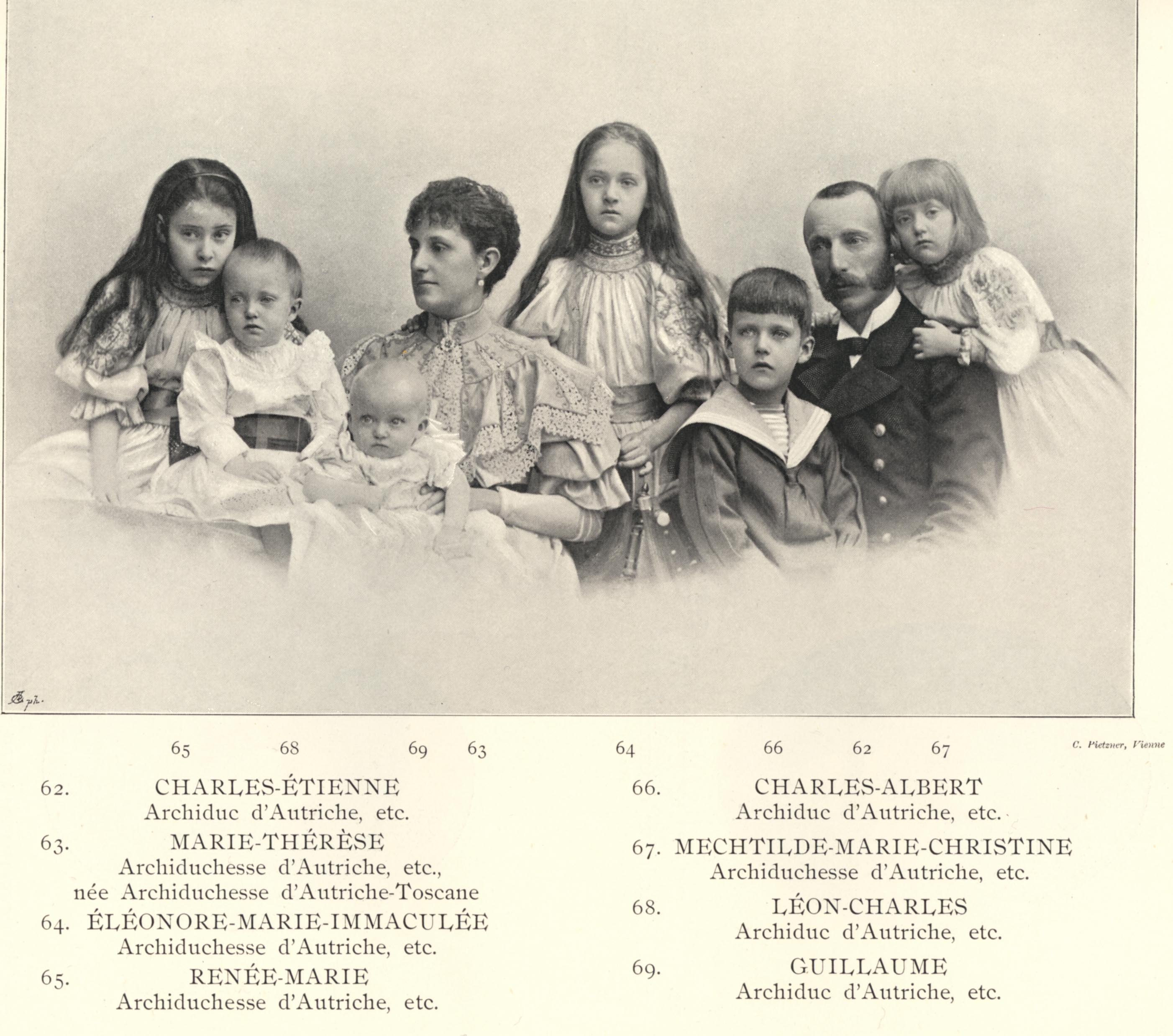
カール・シュテファン大公一家

マリア・テレジア・フォン・エスターライヒ＝トスカーナ（ドイツ語: Maria Theresia von Österreich-Toskana, 1862年9月18日 - 1933年5月10日）は、オーストリア＝ハンガリー帝国の帝室の一員。イタリアのトスカーナ大公国の旧統治者ハプスブルク＝トスカーナ家の大公女。全名はマリア・テレジア・アントイネッテ・インマクラータ・ヨーゼファ・フェルディナンダ・レオポルディーネ・フランツィスカ・カロリーネ・イザベラ・ヤヌアリア・アロイジア・クリスティーネ・アンナ（Maria Theresia Antoinette Immakulata Josepha Ferdinanda Leopoldine Franziska Caroline Isabella Januaria Aloysia Christine Anna）。

## 生涯
カール・ザルヴァトール大公とその妻で両シチリア王フェルディナンド2世の娘であるマリーア・インマコラータの間の長女として生まれた。1886年2月28日、ウィーンにおいて同族ハプスブルク＝テッシェン家の一員であるカール・シュテファン大公と結婚した。夫妻の間には6人の子女が生まれた。マリア・テレジアは1933年、ポーランドのジヴィエツ城で死んだ。

## 子女
- エレオノーラ・マリア・インマクラータ・クリスティーナ・ヨーゼファ・ゾステネジア（1886年 - 1974年）　アルフォンス・フォン・クロスと結婚
- レナータ・マリア・カロリーネ・ライネーリア・テレジア・フィロメナ・デジデリア・マカーリア（1888年 - 1935年）　ヒェロニム・ラジヴィウ公と結婚
- カール・アルブレヒト・ニコラウス・レオ・グラティアヌス（1888年 - 1951年）
- メヒティルディス・マリア・クリスティーナ・レオーナ・テレジア・ロザーリア・ニコジア（1891年 - 1966年）　オルギェルト・チャルトリスキ公と結婚
- レオ・カール・マリア・キリル・メトード（1893年 - 1939年）
- ヴィルヘルム・フランツ・ヨーゼフ・カール（1895年 - 1948年）